# Dendrobium gnomus
Dendrobium gnomus är en orkidéart som beskrevs av Oakes Ames. Dendrobium gnomus ingår i släktet Dendrobium, och familjen orkidéer. Inga underarter finns listade i Catalogue of Life.